# Charles Kay Ogden
Charles Kay Ogden (* 1. Juni 1889 in Fleetwood, Lancashire; † 21. März 1957 in London) war ein britischer Sprachwissenschaftler und Schriftsteller.

## Leben
Charles K. Ogden studierte Sprachen in Cambridge. Im Jahre 1912 gründete er eine wöchentliche Zeitschrift The Cambridge Magazine mit Literaten wie Thomas Hardy, George Bernard Shaw und H. G. Wells als Autoren. Er übersetzte insgesamt 15 Werke aus der deutschen und französischen Sprache, am bekanntesten ist die Übertragung des Tractatus logico-philosophicus im Jahre 1922 zusammen mit George Edward Moore, Frank P. Ramsey und Ludwig Wittgenstein selbst ins Englische.
Ogden ist der Erfinder der konstruierten vereinfachten Sprache (Welthilfssprache) Basic English, mit nur 850 Wörtern (die er durch Ausschluss von Gegensätzen noch auf 500 verringerte) und einer vereinfachten Grammatik, entwickelt von 1926 bis 1930.
Seine Intention war es, ein standardisiertes, uniformes Hilfsmittel für die internationale Kommunikation, als internationale zweite Fremdsprache bzw. als internationale Verkehrssprache gedacht, zu erschaffen.
Dafür bekam er Unterstützung von den Premierministern Arthur Neville Chamberlain und Winston Churchill sowie vom amerikanischen Präsidenten Franklin D. Roosevelt.
Es wurde eigens eine Stiftung (Orthological Institute) zur Verbreitung des Basic English gegründet, deren Vorsitzender und Direktor Ogden war.
Das Ziel des Instituts war unter anderem die Ausbildung von Lehrern.
Diese Aktivitäten wurden ab Ende des Zweiten Weltkriegs nicht weitergeführt.
Bekannt ist Ogden auch für seine in Zusammenarbeit mit I. A. Richards 1923 entwickelte Theorie über die Bedeutung der Bedeutung (The Meaning of Meaning), welche das so genannte semiotische Dreieck beschreibt und den berühmten grammatikalisch korrekten, aber inhaltlich sinnlosen Satz “The gostak distims the doshes” (deutsch: Der Gostak distimmt die Doschen) enthält.
Dieser besagt nur, dass der Gostak ein Distimmer von Doschen ist, dass die Doschen vom Gostak distimmt werden, solange nicht weiter bekannt ist, was die Wörter Gostak, distimmen und Doschen eigentlich bedeuten.

## Veröffentlichungen (Auswahl)
- als Übersetzer: Ludwig Wittgenstein: Tractatus Logico-Philosophicus. The CK Ogden translation. prepared with assistance from Moore, Ramsey, and Wittgenstein himself. Routledge, 1990, ISBN 0-415-05186-X (Erstausgabe:  1921).
- mit I. A. Richards: The Meaning of Meaning. 1989, ISBN 0-15-658446-8 (Erstausgabe:  1923).
  - Die Bedeutung der Bedeutung. Eine Untersuchung über den Einfluss der Sprache auf das Denken und über die Wissenschaft des Symbolismus. Suhrkamp, Frankfurt (am Main) 1974 (britisches Englisch: The Meaning of Meaning. Übersetzt von Gert H. Müller).
- Opposition: A Linguistic and Psychological Analysis. 1932.
- als Hrsg.: The General Basic English Dictionary. Evans Brothers Limited, London, ISBN 0-87471-362-5 (ab 1940).